# リファマイシンBオキシダーゼ
リファマイシンBオキシダーゼ（rifamycin-B oxidase）は、次の化学反応を触媒する酸化還元酵素である。
リファマイシンB + O2 {\displaystyle \rightleftharpoons } リファマイシンO + H2O2
反応式の通り、この酵素の基質はリファマイシンBとO2、生成物はリファマイシンOとH2O2である。
組織名はrifamycin-B:oxygen oxidoreductaseである。